# Habiba Ghribi
Habiba Al-Ghribi-Boudra (Kairouan, 9 april 1984) is een Tunesische atlete, die gespecialiseerd is in de 3000 m steeple. Ze werd olympisch kampioene en wereldkampioene in deze discipline. Ze nam driemaal deel aan de Olympische Spelen. Ook nam ze diverse malen deel aan de wereldkampioenschappen veldlopen.

## Biografie

### Jeugd
In 2000 nam Ghribi deel aan de WK veldlopen voor junioren en eindigde hierbij op een 46e plaats. Haar eerste succes behaalde ze in 2002 door de Tunesische kampioenschappen veldlopen te winnen.

### Senioren
In 2005 maakte ze op de 3000 m steeple haar internationale debuut en mocht haar land vertegenwoordigen bij de wereldkampioenschappen in Helsinki. Ze sneuvelde in de kwalificatieronde met een tijd van 9.51,49. Een jaar later wist ze bij de Afrikaanse kampioenschappen in Bambous wel door te dringen tot de finale. Haar finishtijd van 10.19,93 was goed voor het zilver en werd alleen onderboden door de Keniaanse Jeruto Kiptum met 10.00,02. In 2008 maakte ze haar olympisch debuut bij de Olympische Spelen van Peking. Ze was de eerste Tunesische atlete die bij een olympisch toernooi doordrong tot de finale. Hierin eindigde ze op een dertiende plaats in 9.36,43. Bij de WK van 2009 in Berlijn werd ze zesde in 9.12,52. Met deze tijd verbeterde ze tevens het nationale record.
Op zowel de WK van 2011 in het Zuid-Koreaanse Daegu als de Olympische Spelen van 2012 in Londen behaalde Ghribi een zilveren medaille achter de Russische atlete Joelia Zaripova. Doordat de Russische enkele jaren later uit de uitslagen werd geschrapt wegens het gebruik van verboden middelen, werd ze met terugwerkende kracht in één klap zowel olympisch kampioene als wereldkampioene.
In 2015 eindigde ze op een tweede plaats op de WK in Peking. Ze finishte in 9.11,24 slechts elf honderdsten van een seconde achter de Keniaanse Hyvin Jepkemoi. Bij de Memorial van Damme, later dat jaar, verbeterde ze haar persoonlijk record tot 9.05,36 en verbeterde hiermee tevens haar eigen nationale record.
Op de Olympische Spelen van 2016 in Rio de Janeiro eindigde Habiba Ghribi met 9.28,75 op een elfde plaats.
Ghribi is aangesloten bij EFCVO en FAVO.

## Titels
- Olympisch kampioene 3000 m steeple - 2012
- Wereldkampioene 3000 m steeple - 2011
- Tunesisch kampioene veldlopen - 2002, 2004
- Tunesisch kampioene 5000 m - 2004, 2005

## Persoonlijke records
Outdoor
| Onderdeel      | Prestatie    | Datum             | Plaats       |
| -------------- | ------------ | ----------------- | ------------ |
| 1500 m         | 4.06,38      | 2 september 2014  | Zagreb       |
| 3000 m         | 8.52,06      | 28 april 2013     | Franconville |
| 5000 m         | 16.12,9      | 22 juni 2003      | Radés        |
| 3000 m steeple | 9.05,36 (NR) | 11 september 2015 | Brussel      |

Indoor
| Onderdeel | Prestatie | Datum            | Plaats     |
| --------- | --------- | ---------------- | ---------- |
| 3000 m    | 8.46,61   | 21 februari 2015 | Birmingham |

## Palmares

### 1500 m
- 2009:  Middellandse Zeespelen - 4.12,37

### 3000 m
- 2004:  Maghreb kamp. - 9.41,97
- 2005: 5e Meeting International d'Alger in Algiers - 9.41,23
- 2006: 5e CAA Grand Prix d'Alger in Algiers - 9.13,98
- 2011:  Franconville - 8.56,22
- 2013:  Franconville - 8.52,06

### 5000 m
- 2002: 11e Afrikaanse kamp. in Tunis - 17.02,12
- 2004:  Tunesisch kamp. - 17.00,02
- 2005:  Tunesisch kamp. - 16.14,78
- 2005: 4e Arabisch kamp. - 17.06,20

### 10.000 m
- 2005:  Arabische kamp. - 35.03,83

### 3000 m steeple
- 2005: 8e in serie WK - 9.51,49
- 2006:  Afrikaanse kamp. - 10.19,93
- 2008: 13e OS - 9.36,43
- 2009: 5e WK - 9.12,52 (NR)[1]
- 2009: DNF Wereldatletiekfinale
- 2011:  WK - 9.11,97 (NR)[2]
- 2012:  OS - 9.08,37 (NR)[2]
- 2014:  Weltklasse Zürich - 9.15,23
- 2015:  Herculis - 9.11,28
- 2015:  WK - 9.19,24
- 2015:  Memorial Van Damme - 9.05,36 (NR)
- 2016: 12e OS - 9.28,75

### 10 km
- 2004: 5e Course Feminine Casablanca - 33.30
- 2008:  Val-de-Marne in Nogent sur Marne - 35.51

### halve marathon
- 2004:  halve marathon van Temara - 1:16.27
- 2004: 4e halve marathon van Algiers - 1:23.57

### veldlopen
- 2000: 46e WK junioren in Vilamoura - 22.42
- 2002:  Tunesische kamp. in Bousalem - 14.59
- 2002: 76e WK korte afstand in Dublin - 15.01
- 2003: 23e WK junioren in Lausanne  - 22.48
- 2004: 68e WK korte afstand in Brussel - 14.43
- 2005:  Tunesische kamp. in Kassar-Said - 29.07
- 2005: 48e WK korte afstand in Saint Galmier - 14.35
- 2009: 4e Eurocross in Diekirch - 18.44
- 2009: 41e WK lange afstand in Amman - 28.50
- 2011: 4e Franse kamp. in Paray le Monial - 24.13
- 2012:  Franse kamp. in La Roche-sur-Yon - 26.09
- 2013:  Franse kamp. in Lignières-en-Berry - 23.48

2008: Goelnara Samitova-Galkina ·
2012: Habiba Ghribi ·
2016: Ruth Jebet ·
2020: Peruth Chemutai ·
2024: Winfred Yavi
2005 Docus Inzikuru ·
2007 Jekaterina Volkova ·
2009 Marta Domínguez ·
2011 Habiba Ghribi ·
2013 Milcah Chemos Cheywa ·
2015 Hyvin Jepkemoi ·
2017 Emma Coburn ·
2019 Beatrice Chepkoech ·
2022 Norah Jeruto ·
2023 Winfred Mutile Yavi